# Kalmia buxifolia
Kalmia buxifolia är en ljungväxtart som först beskrevs av Peter Jonas Bergius, och fick sitt nu gällande namn av Gift och Kron. Kalmia buxifolia ingår i släktet kalmior, och familjen ljungväxter. Inga underarter finns listade i Catalogue of Life.

## Bildgalleri

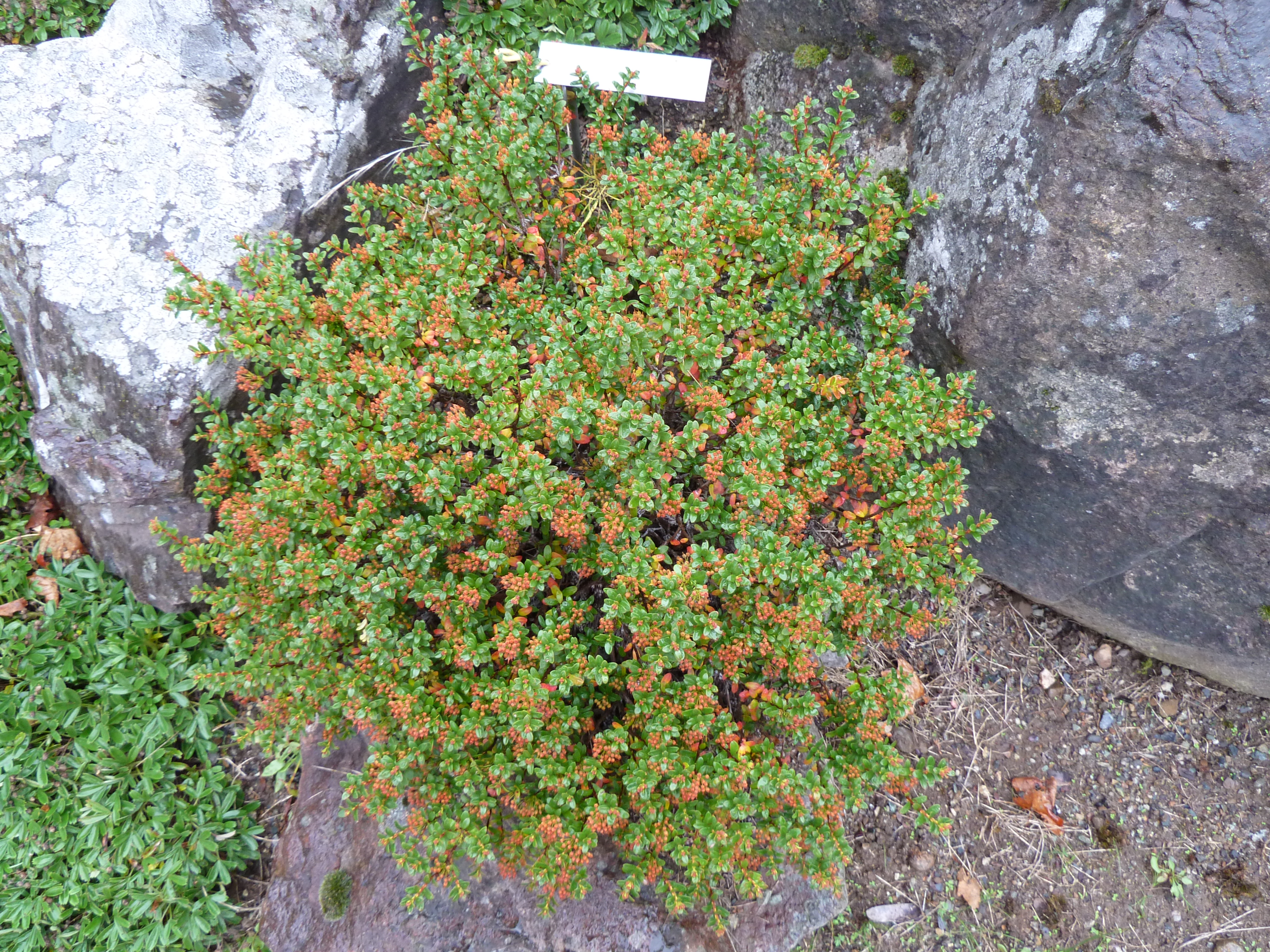
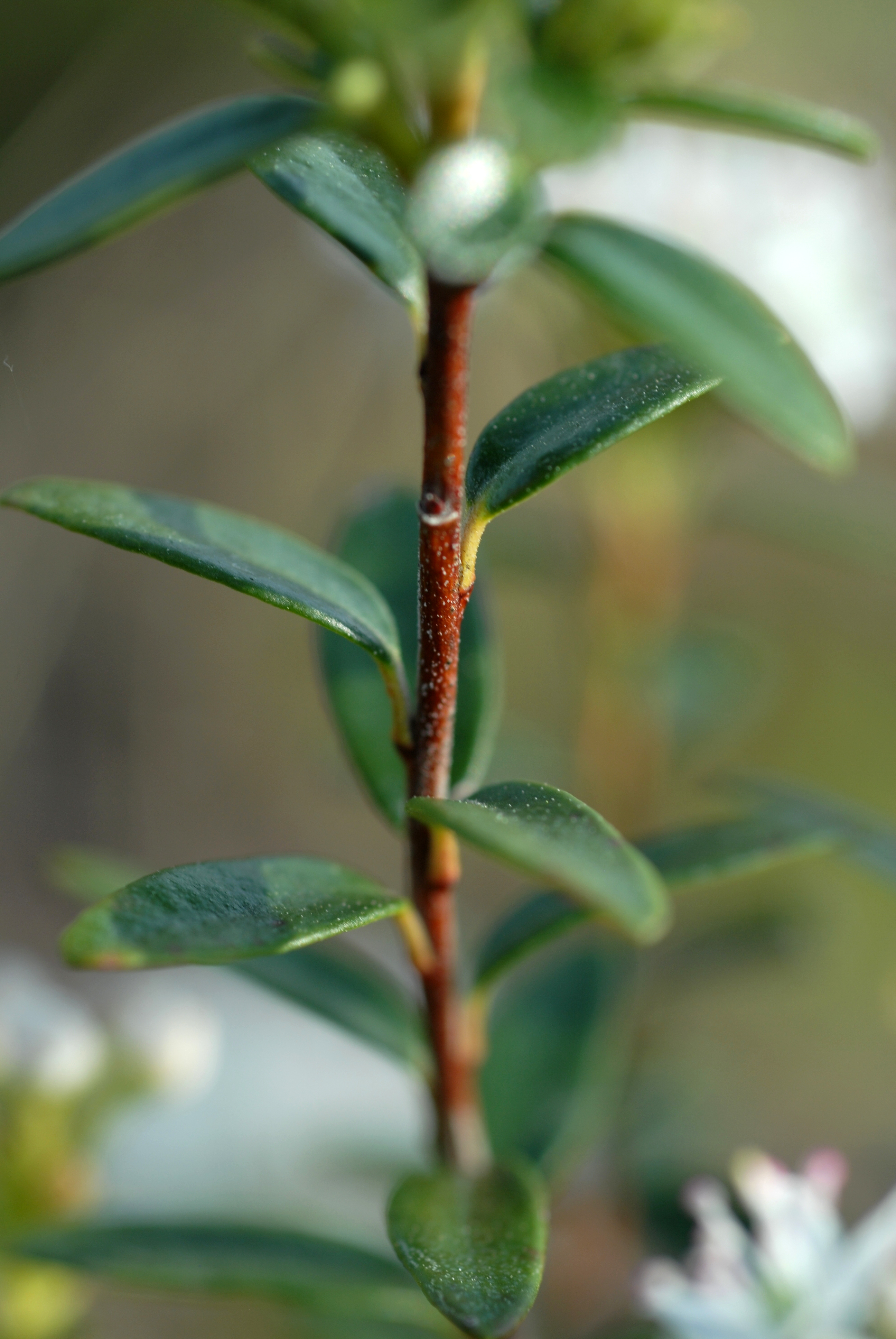
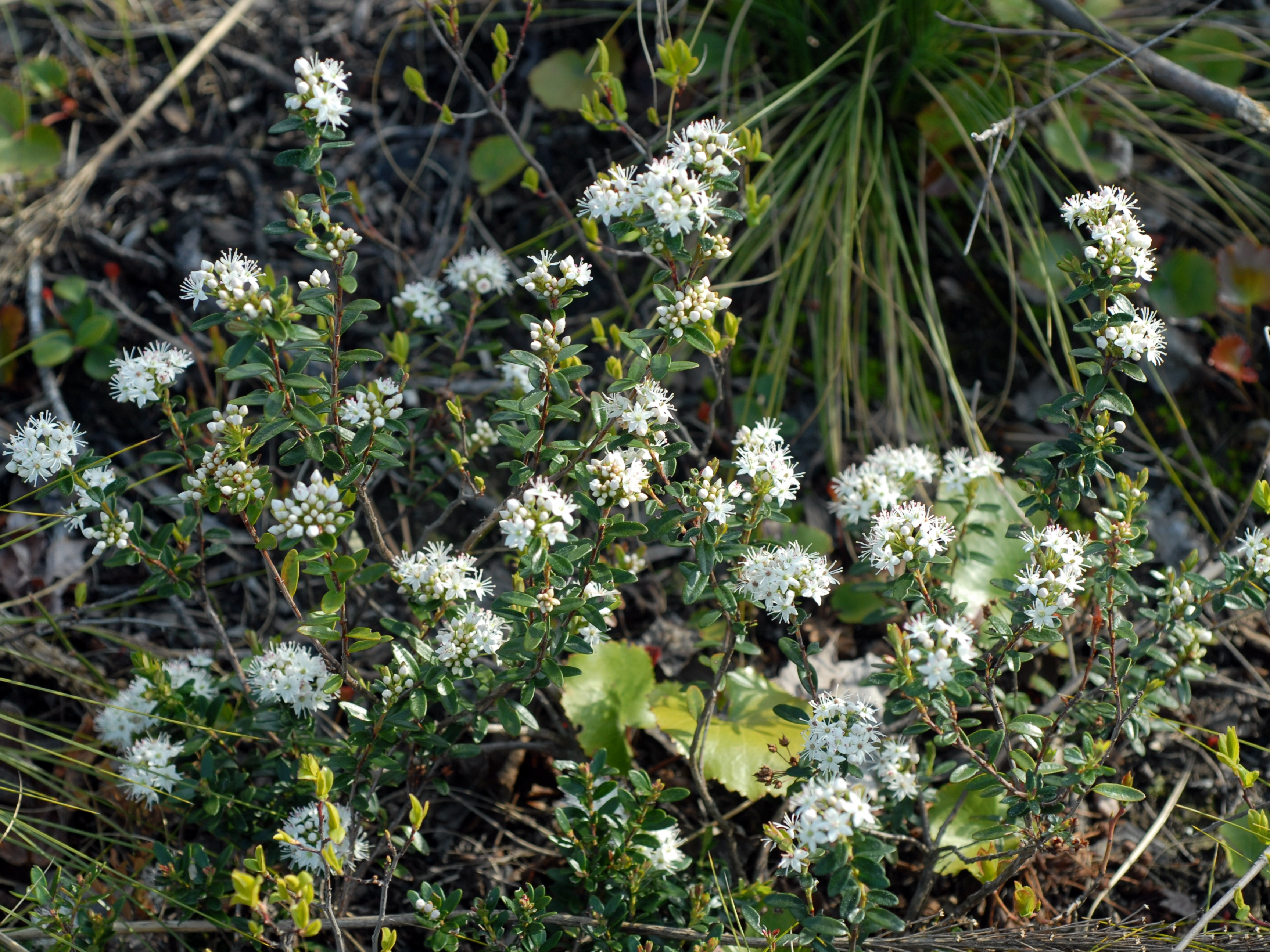
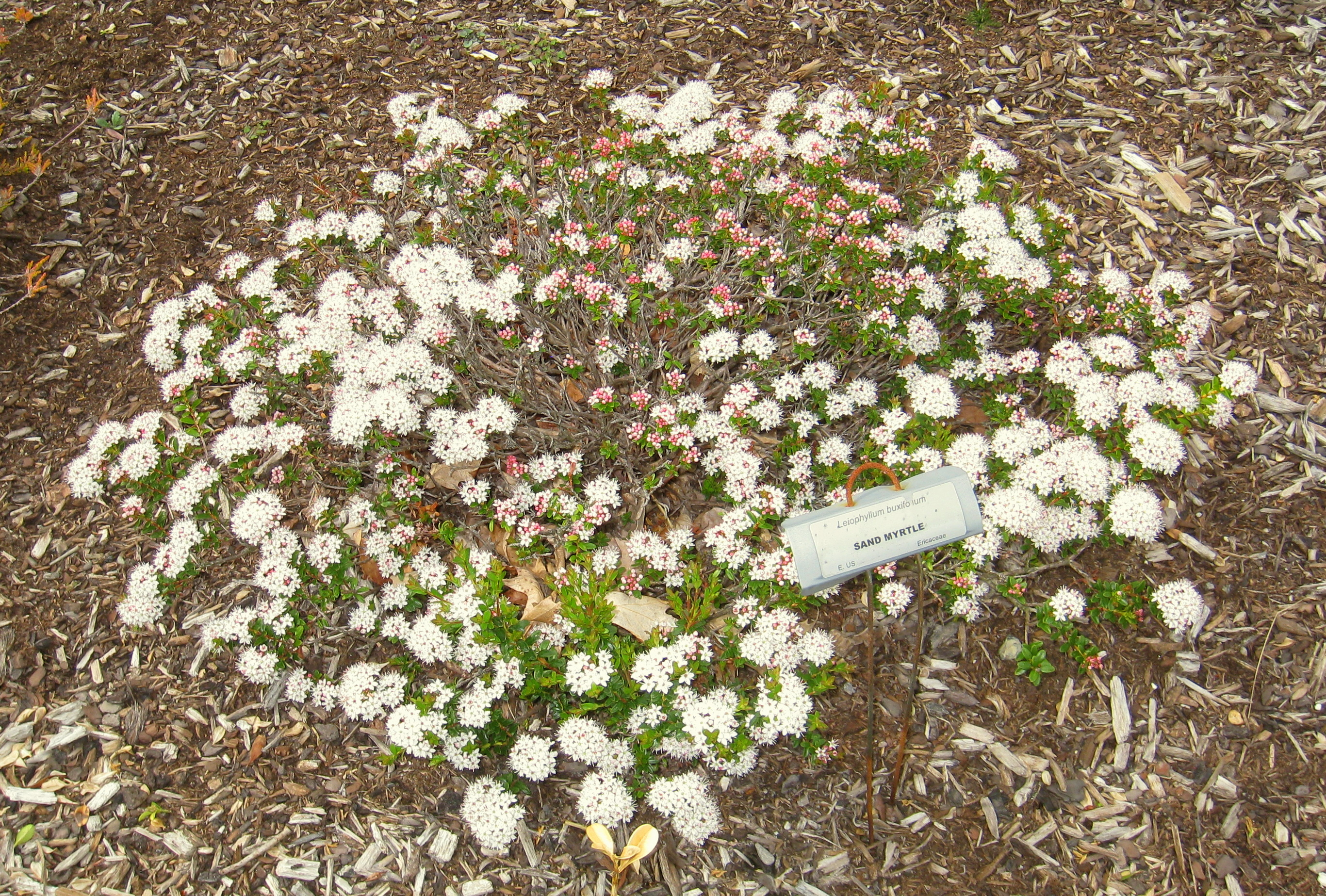